# Tercer Gabinete Weil
El Tercer Gabinete de Stephan Weil ejerció el poder ejecutivo de Baja Sajonia, a partir del 8 de noviembre de 2022 hasta el 20 de mayo de 2025. Encabezado por el político Stephan Weil, el gobierno estuvo integrado por el Partido Socialdemócrata de Alemania (SPD) y Alianza 90/Los Verdes (B'90/Grüne).

## Mandato
Este gobierno estuvo dirigido por el ministro presidente socialdemócrata Stephan Weil. Estuvo formado y apoyado por una coalición entre el Partido Socialdemócrata de Alemania (SPD) y Alianza 90/Los Verdes (B'90/Grüne). Juntos tenían 81 diputados de 146 de los escaños en el Parlamento Regional Bajo Sajón.
Por lo tanto, sucede al Segundo Gabinete Weil, formado por el SPD y la CDU y fue sucedido por el Gabinete Lies.

## Gabinete ministerial
Partido Socialdemócrata de Alemania     Alianza 90/Los Verdes

### Ministro Presidente de Baja Sajonia
| Fotografía | Primer ministro | Período                | Período       | Partido | Partido |
| Fotografía | Primer ministro | Inicio                 | Fin           | Partido | Partido |
| ---------- | --------------- | ---------------------- | ------------- | ------- | ------- |
|            | Stephan Weil    | 8 de noviembre de 2022 | 20 de mayo de |         |         |

### Viceministra presidenta de Baja Sajonia
| Fotografía | Vice primer ministro | Período                | Período            | Partido | Partido |
| Fotografía | Vice primer ministro | Inicio                 | Fin                | Partido | Partido |
| ---------- | -------------------- | ---------------------- | ------------------ | ------- | ------- |
|            | Julia Hamburg        | 8 de noviembre de 2022 | 20 de mayo de 2025 |         |         |

### Ministros
| Ministerio                                            | Fotografía | Titular          | Período                | Período             | Partido | Partido |
| Ministerio                                            | Fotografía | Titular          | Inicio                 | Fin                 | Partido | Partido |
| ----------------------------------------------------- | ---------- | ---------------- | ---------------------- | ------------------- | ------- | ------- |
| Alimentación, Agricultura y Protección del Consumidor |            | Miriam Staudte   | 8 de noviembre de 2022 | 20 de mayo de 2025  |         |         |
| Asuntos Federales y Europeos y Desarrollo Regional    |            | Wiebke Osigus    | 8 de noviembre de 2022 | 20 de mayo de 2025  |         |         |
| Asuntos Sociales, Trabajo, Sanidad e Igualdad         |            | Daniela Behrens  | 8 de noviembre de 2022 | 18 de enero de 2023 |         |         |
| Asuntos Sociales, Trabajo, Sanidad e Igualdad         |            | Andreas Philippi | 18 de enero de 2023    | 20 de mayo de 2025  |         |         |
| Ciencia y Cultura                                     |            | Falko Mohrs      | 8 de noviembre de 2022 | 20 de mayo de 2025  |         |         |
| Economía, Vivienda, Transportes y Digitalización      |            | Olaf Lies        | 8 de noviembre de 2022 | 20 de mayo de 2025  |         |         |
| Educación                                             |            | Julia Hamburg    | 8 de noviembre de 2022 | 20 de mayo de 2025  |         |         |
| Finanzas                                              |            | Gerald Heere     | 8 de noviembre de 2022 | 20 de mayo de 2025  |         |         |
| Interior y Deportes                                   |            | Boris Pistorius  | 8 de noviembre de 2022 | 18 de enero de 2023 |         |         |
| Interior y Deportes                                   |            | Daniela Behrens  | 18 de enero de 2023    | 20 de mayo de 2025  |         |         |
| Justicia                                              |            | Kathrin Wahlmann | 8 de noviembre de 2022 | 20 de mayo de 2025  |         |         |
| Medio Ambiente, Energía y Protección del Clima        |            | Christian Meyer  | 8 de noviembre de 2022 | 20 de mayo de 2025  |         |         |